# Alpiner Nor-Am Cup 1995/96
Die Saison 1995/1996 des Alpinen Nor-Am Cups begann für die Damen am 27. November 1995 in Mont Sainte-Anne und für die Herren drei Tage später in Breckenridge. Sie endete am 3. April 1996 am Mount Bachelor. Bei den Herren wurden 19 Rennen ausgetragen (3 Abfahrten, 4 Super-G, 5 Riesenslaloms und 7 Slaloms), während die Damen 21 Rennen fuhren (5 Abfahrten, 4 Super-G, 5 Riesenslaloms und 7 Slaloms).
Die Tabellen zeigen die fünf Bestplatzierten in der Gesamtwertung und in jeder Disziplinwertung sowie die drei besten Fahrer jedes Rennens.

## Herren

### Gesamtwertung
| Rang | Name                | Land               | Punkte |
| ---- | ------------------- | ------------------ | ------ |
| 1    | Christopher Puckett | Vereinigte Staaten | 172    |
| 2    | Zachary Crist       | Vereinigte Staaten | 113    |
| 3    | Thomas Grandi       | Kanada             | 110    |
| 4    | Kevin Wert          | Kanada             | 101    |
| 5    | Thedy Brandli       | Kanada             | 098    |
|      | Ryan Oughtred       | Kanada             | 098    |

### Abfahrt
| Rang | Name             | Land               | Punkte |
| ---- | ---------------- | ------------------ | ------ |
| 1    | Kevin Wert       | Kanada             | 65     |
| 2    | Ehlias Louis     | Vereinigte Staaten | 40     |
| 3    | Graydon Oldfield | Kanada             | 30     |
| 4    | Jason Rosener    | Vereinigte Staaten | 27     |
| 5    | Colin Bakker     | Kanada             | 25     |
|      | Reggie Crist     | Vereinigte Staaten | 25     |

### Super-G
| Rang | Name             | Land               | Punkte |
| ---- | ---------------- | ------------------ | ------ |
| 1    | Zachary Crist    | Vereinigte Staaten | 58     |
| 2    | Chad Mullen      | Kanada             | 56     |
| 3    | Graydon Oldfield | Kanada             | 53     |
| 4    | Kevin Wert       | Kanada             | 36     |
| 5    | Reggie Crist     | Vereinigte Staaten | 32     |

### Riesenslalom
| Rang | Name                | Land               | Punkte |
| ---- | ------------------- | ------------------ | ------ |
| 1    | Christopher Puckett | Vereinigte Staaten | 102    |
| 2    | Ryan Oughtred       | Kanada             | 068    |
| 3    | Zachary Crist       | Vereinigte Staaten | 045    |
|      | Thomas Grandi       | Kanada             | 045    |
| 5    | Casey Puckett       | Vereinigte Staaten | 035    |

### Slalom
| Rang | Name                | Land               | Punkte |
| ---- | ------------------- | ------------------ | ------ |
| 1    | Chip Knight         | Vereinigte Staaten | 83     |
| 2    | Stanley Hayer       | Kanada             | 75     |
| 3    | Gabriel Thibault    | Kanada             | 68     |
| 4    | Uroš Pavlovčič      | Slowenien          | 57     |
| 5    | Christopher Puckett | Vereinigte Staaten | 55     |

### Podestplätze
Disziplinen:
- DH = Abfahrt
- SG = Super-G
- GS = Riesenslalom
- SL = Slalom

| Datum      | Ort               | Dis. | 1. Platz                   | 2. Platz               | 3. Platz                             |
| ---------- | ----------------- | ---- | -------------------------- | ---------------------- | ------------------------------------ |
| 30.11.1995 | Breckenridge      | GS   | Thomas Grandi (CAN)        | Mitja Kunc (SLO)       | Jernej Koblar (SLO)                  |
| 01.12.1995 | Winter Park       | SL   | Siegfried Voglreiter (AUT) | Andrej Miklavc (SLO)   | Mitja Kunc (SLO) Stanley Hayer (CAN) |
| 06.12.1995 | Lake Louise       | DH   | Kevin Wert (CAN)           | Ehlias Louis (USA)     | Jason Rosener (USA)                  |
| 07.12.1995 | Lake Louise       | DH   | Colin Bakker (CAN)         | Kevin Wert (CAN)       | Graydon Oldfield (CAN)               |
| 09.12.1995 | Lake Louise       | SG   | Chad Mullen (CAN)          | Zachary Crist (USA)    | Thomas Grandi (CAN)                  |
| 10.12.1995 | Mount Snow        | SL   | Éric Villiard (CAN)        | Matthew Grosjean (USA) | Stanley Hayer (CAN)                  |
| 11.12.1995 | Stratton Mountain | GS   | Christopher Puckett (USA)  | Ryan Oughtred (CAN)    | Thedy Brandli (CAN)                  |
| 12.12.1995 | Stratton Mountain | GS   | Christopher Puckett (USA)  | Ryan Oughtred (CAN)    | David Viele (USA)                    |
| 13.12.1995 | Mount Snow        | SL   | Matthew Grosjean (USA)     | Casey Puckett (USA)    | Gabriel Thibault (CAN)               |
| 12.02.1996 | Crested Butte     | SG   | Chad Mullen (CAN)          | Darin McBeath (CAN)    | Graydon Oldfield (CAN)               |
| 16.02.1996 | Crested Butte     | DH   | Reggie Crist (USA)         | Kevin Wert (CAN)       | Graydon Oldfield (CAN)               |
| 20.02.1996 | Breckenridge      | SG   | Michael Makar (USA)        | Reggie Crist (USA)     | Kevin Wert (CAN)                     |
| 07.03.1996 | Osler Bluff       | SL   | Chip Knight (USA)          | Stanley Hayer (CAN)    | Thomas Grandi (CAN)                  |
| 08.03.1996 | Osler Bluff       | SL   | Thomas Grandi (CAN)        | Gabriel Thibault (CAN) | Christopher Puckett (USA)            |
| 11.03.1996 | Mont Garceau      | GS   | Christopher Puckett (USA)  | Thomas Grandi (CAN)    | Cary Mullen (CAN)                    |
| 12.03.1996 | Mont Garceau      | SL   | Stanley Hayer (CAN)        | Chip Knight (USA)      | Casey Puckett (USA)                  |
| 30.03.1996 | Mount Bachelor    | SG   | Graydon Oldfield (CAN)     | Zachary Crist (USA)    | Christopher Puckett (USA)            |
| 02.04.1996 | Mount Bachelor    | GS   | Ryan Oughtred (CAN)        | Zachary Crist (USA)    | Christopher Puckett (USA)            |
| 03.04.1996 | Mount Bachelor    | SL   | Uroš Pavlovčič (SLO)       | Chip Knight (USA)      | Martin Tichý (CAN)                   |

## Damen

### Gesamtwertung
| Rang | Name                 | Land               | Punkte |
| ---- | -------------------- | ------------------ | ------ |
| 1    | Marie-Joëlle Clément | Kanada             | 203    |
| 2    | Kirsten Lee Clark    | Vereinigte Staaten | 176    |
| 3    | Catherine Lussier    | Kanada             | 152    |
| 4    | Aimee Mulkern        | Vereinigte Staaten | 111    |
| 5    | Ashley Davenport     | Vereinigte Staaten | 108    |

### Abfahrt
| Rang | Name                 | Land               | Punkte |
| ---- | -------------------- | ------------------ | ------ |
| 1    | Catherine Lussier    | Kanada             | 85     |
| 2    | Kirsten Lee Clark    | Vereinigte Staaten | 72     |
| 3    | Amber Guaraglia      | Vereinigte Staaten | 39     |
| 4    | Marie-Joëlle Clément | Kanada             | 33     |
| 5    | Ashley Davenport     | Vereinigte Staaten | 31     |
|      | Tatum Skoglund       | Vereinigte Staaten | 31     |

### Super-G
| Rang | Name                 | Land               | Punkte |
| ---- | -------------------- | ------------------ | ------ |
| 1    | Ashley Davenport     | Vereinigte Staaten | 60     |
|      | Catherine Lussier    | Kanada             | 60     |
| 3    | Amber Guaraglia      | Vereinigte Staaten | 45     |
| 4    | Megan Mullen         | Kanada             | 27     |
| 5    | Marie-Joëlle Clément | Kanada             | 24     |

### Riesenslalom
| Rang | Name                 | Land               | Punkte |
| ---- | -------------------- | ------------------ | ------ |
| 1    | Gillian McFetridge   | Kanada             | 59     |
| 2    | Edith Rozsa          | Kanada             | 50     |
|      | Marie-Joëlle Clément | Kanada             | 50     |
| 4    | Kirsten Lee Clark    | Vereinigte Staaten | 46     |
| 5    | Brittney Mahanna     | Vereinigte Staaten | 38     |

### Slalom
| Rang | Name                 | Land               | Punkte |
| ---- | -------------------- | ------------------ | ------ |
| 1    | Tasha Nelson         | Vereinigte Staaten | 105    |
| 2    | Marie-Joëlle Clément | Kanada             | 096    |
| 3    | Kateřina Tichý       | Tschechien         | 070    |
| 4    | Alexandra Krebs      | Vereinigte Staaten | 053    |
| 5    | Aimee Mulkern        | Vereinigte Staaten | 048    |

### Podestplätze
Disziplinen:
- DH = Abfahrt
- SG = Super-G
- GS = Riesenslalom
- SL = Slalom

| Datum      | Ort              | Dis. | 1. Platz                    | 2. Platz                               | 3. Platz                   |
| ---------- | ---------------- | ---- | --------------------------- | -------------------------------------- | -------------------------- |
| 27.11.1995 | Mont Sainte-Anne | SL   | Marie-Joëlle Clément (CAN)  | Tasha Nelson (USA)                     | Kirsten Lee Clark (USA)    |
| 28.11.1995 | Mont Sainte-Anne | SL   | Tasha Nelson (USA)          | Marie-Joëlle Clément (CAN)             | Brigit Repas (CAN)         |
| 02.12.1995 | Winter Park      | GS   | Emma Carrick-Anderson (GBR) | Kumiko Kashiwagi (JPN)                 | Gillian McFetridge (CAN)   |
| 03.12.1995 | Winter Park      | SL   | Emma Carrick-Anderson (GBR) | Kateřina Tichý (CZE)                   | Tasha Nelson (USA)         |
| 06.12.1995 | Lake Louise      | DH   | Kjersti Bjorn-Roli (USA)    | Catherine Lussier (CAN)                | Kirsten Lee Clark (USA)    |
| 07.12.1995 | Lake Louise      | DH   | Catherine Lussier (CAN)     | Ashley Davenport (USA)                 | Amber Guaraglia (USA)      |
| 09.12.1995 | Lake Louise      | SG   | Ashley Davenport (USA)      | Catherine Lussier (CAN)                | Marie-Joëlle Clément (CAN) |
| 15.12.1995 | Big Mountain     | DH   | Kirsten Lee Clark (USA)     | Tatum Skoglund (USA)                   | Catherine Lussier (CAN)    |
| 16.12.1995 | Big Mountain     | DH   | Catherine Lussier (CAN)     | Kirsten Lee Clark (USA)                | Amber Guaraglia (USA)      |
| 02.01.1996 | Sugarloaf        | SG   | Catherine Lussier (USA)     | Amber Guaraglia (USA)                  | Ashley Davenport (USA)     |
| 02.01.1996 | Sugarloaf        | SG   | Amber Guaraglia (USA)       | Ashley Davenport (USA)                 | Catherine Lussier (CAN)    |
| 04.01.1996 | Attitash         | GS   | Kirsten Lee Clark (USA)     | Shaina Mulkern (USA)                   | Brittney Mahanna (USA)     |
| 05.01.1996 | Attitash         | SL   | Tasha Nelson (USA)          | Marie-Joëlle Clément (CAN)             | Ellie Levins (USA)         |
| 12.02.1996 | Crested Butte    | SG   | Kristin Hartman (USA)       | Alison Powers (USA)                    | Caroline Lalive (USA)      |
| 16.02.1996 | Crested Butte    | DH   | Tiffany Hoversten (USA)     | Suzan Dole (USA) Caroline Lalive (USA) |                            |
| 11.03.1996 | Mont Garceau     | SL   | Kateřina Tichý (CZE)        | Marie-Joëlle Clément (CAN)             | Mélanie Turgeon (CAN)      |
| 12.03.1996 | Mont Garceau     | GS   | Gillian McFetridge (CAN)    | Geneviève Simard (CAN)                 | Simona Novara (ITA)        |
| 29.03.1996 | Mission Ridge    | GS   | Edith Rozsa (CAN)           | Marie-Joëlle Clément (CAN)             | Tatum Skoglund (USA)       |
| 30.03.1996 | Mission Ridge    | SL   | Edith Rozsa (CAN)           | Tasha Nelson (USA)                     | Mélanie Turgeon (CAN)      |
| 02.04.1996 | Mount Bachelor   | GS   | Edith Rozsa (CAN)           | Marie-Joëlle Clément (CAN)             | Carrie Sheinberg (USA)     |
| 03.04.1996 | Mount Bachelor   | SL   | Kateřina Tichý (CZE)        | Carrie Sheinberg (USA)                 | Alexandra Krebs (USA)      |